# Hydro hóa

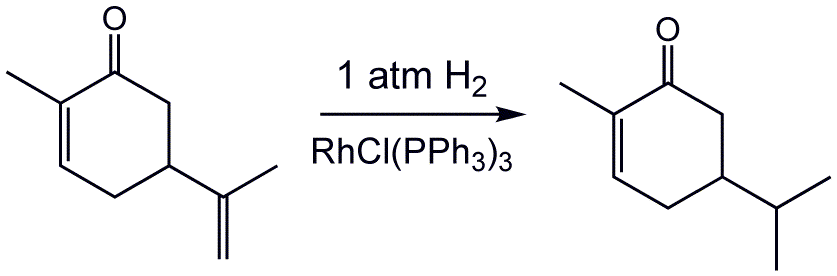
Quá trình hydro hoá có chọn lọc của một nhóm alken trong carvone.

Hydro hóa là một trong những phản ứng hóa học hàng đầu được sử dụng vì nó cho phép sự hình thành, trong một bước duy nhất, liên kết đơn C-C từ alkene và alkyne, liên kết C-O từ ketone, aldehyde hoặc ester và C-N (amine) từ imine hoặc nitrile.
Hydro hóa bị ảnh hưởng bởi một số yếu tố bao gồm loại chất xúc tác, nồng độ chất xúc tác, dung môi, độ tinh khiết của chất nền, nhiệt độ và áp suất. Tối ưu hóa một quy trình hydro hóa đòi hỏi sự lựa chọn nhiều tham số như chất xúc tác chính xác, nhiệt độ, áp suất, dung môi, phụ gia và tỷ lệ chất nền-chất xúc tác.

## Quá trình Hydro hóa
Quá trình Hydro hóa cũng như quá trình đề Hydro hóa được biết từ rất lâu, được ứng dụng nhiều trong các quá trình Lọc-Hóa dầu.
có thể định nghĩa quá trình Hydro hóa, đề Hydro hóa như sau:
- Quá trình chuyển hóa mà trong có sự tách nguyên tử H ra khỏi hợp chất hữu cơ được gọi là quá trình đề Hydro hóa.
- Quá trình chuyển hóa mà trong đó có sự tác dụng của phân tử H2 được gọi là quá trình Hydro hóa.

## Ứng dụng

### Ứng dụng trong lĩnh vực Hóa dầu
Trong công nghiệp hóa dầu, quá trình đề Hydro hóa được ứng dụng để tổng hợp chất hoạt động bề mặt, tổng hợp các monomer có giá trị như styrene, formaldehyde, acetone, aniline...,còn quá trình Hydro hóa được ứng dụng trong lĩnh vực lọc dầu.